# Elizabeth Milbank Anderson
Elizabeth Milbank Anderson (1850–1921) était une riche philanthrope américaine dévouée aux causes de la santé publique, de l’éducation féminine et de la sauvegarde de l'enfance.
Son œuvre (chronologiquement située à la fin du Gilded Age et au début de la « Progressive Era », s’étendait dans de multiples domaines : de la lutte contre la tuberculose et l'alcoolisme à l’éradication de la diphtérie et à la promotion de l'hygiène.
Elizabeth Anderson est l’une des premières femmes à créer (en 1905) une fondation : le Memorial Fund Association . À la mort de sa présidente, la fondation d’Elizabeth Anderson (renommée Milbank Memorial Fund en 1921) avait distribué en 16 ans 9.3 millions de dollars de dons.
La France lui décerna la croix de chevalier de la Légion d'honneur en 1919 pour son aide aux enfants d’Europe après la Première Guerre mondiale.

## Biographie
Le père d’Elizabeth était le richissime Jeremiah Milbank (en) (1818–1884), un courtier-épicier en gros devenu magnat de l’industrie, possesseur de laiteries (la New York Condensed Milk Company) et de lignes de chemin de fer (la Chicago, Milwaukee and St. Paul Railway), de plus figure notable de la communauté religieuse baptiste.
Née à New York City le 20 décembre 1850, Elizabeth est éduquée par des précepteurs dans une austère famille de baptistes conservateurs étroitement associée à la Madison Avenue Baptist Church : pratique religieuse assidue, abstention d’alcool, non-participation aux manifestations mondaines...
Par la suite, Elizabeth voyage en Europe, s’intéresse aux beaux-arts (son père collectionne les toiles de l’école de Barbizon).
En 1876 Elizabeth épouse le peintre Abraham Archibald Anderson (1846–1940), portraitiste et peintre de paysages et de scènes campagnardes.
Une fille leur naît en 1978 : Eleanor, qui devient médecin et vit jusqu’en 1959. Eleanor a une fille, Elizabeth  Milbank Anderson II (1905-1930).
Mrs Anderson meurt (apparemment d’anémie pernicieuse) à  New York le 22 février 1921. Son corps est déposé au mausolée de la famille Milbank, au Putnam Cemetery (Greenwich, Connecticut).
Son époux meurt en 1940.

## Action dans le domaine de la Santé Publique
- 1891 : Le premier bénéficiaire connu d’Elizabeth Anderson est le sanatorium anti-tuberculeux du Dr Edward Livingston Trudeau, à Saranac Lake (New York) : pendant une trentaine d’années elle soutient en particulier son centre de recherches sur le traitement de la tuberculose[5].
- 1904 : création d’un bain public modèle à New York City[6]
- 1909 : création du « Centre pour enfants convalescents » de Chappaqua (New York)[7].
- 1911 : elle assiste avec son mari à une conférence de James Anderson Burns, un bûcheron du Kentucky devenu prêcheur baptiste, et qui en 1900 a fondé une école, l’Oneida Baptist Institute, afin d’apporter l’instruction et le progrès à une région déshéritée du Kentucky, le Clay County. Le couple Milbank-Anderson offre au révérend Burns une ferme et un grand bâtiment préfabriqué : il est appelé Anderson Hall, et sert de dortoir pour les filles et de salle de classe[8]
- 1912 : avec le concours de l’épouse de  William K. Vanderbilt, création du Home Hospital pour Tuberculeux (1912)[9].
- 1913 : création du Département de Bienfaisance de l’Association d’Amélioration des Conditions de vie des Pauvres (un prédécesseur de l’actuelle Community Service Society  de New York[10]. Le Département institua des cantines scolaires à New York pour 25 000 écoliers, renforça le dépistage médical scolaire, installa des fontaines d’eau potable et améliora la ventilation des locaux scolaires. Il installa aussi à New York des WC publics, des laveries, et un magasin social d’alimentation vendant des produits de bonne qualité à prix coûtant[11].

De plus le Département lança à New York, de 1918 à 1921 la création de centre de santé et de services sociaux comme ceux de Mulberry Street, Columbus Hill, ainsi que le Judson Health Center. 
- 1916 : Elizabeth Anderson fait don de 100 000 dollars au Henry Street Settlement de Lillian Wald et entre à son conseil d’administration[13]. Elle devient aussi le principal donateur du Bureau pour l’Enfance de New York, qui s’occupe de placer dans des familles d’accueil les orphelins vivant en institutions[14].
- de 1914 à 1920, Elizabeth Anderson est le principal donateur du « Comité National pour l’Hygiène Mentale » (aujourd’hui Mental Health America) créé par les Brasseries Clifford. Elle s’y occupa surtout des vétérans de la Première Guerre mondiale souffrant des séquelles du Shell-Shock[15].

## Action politique

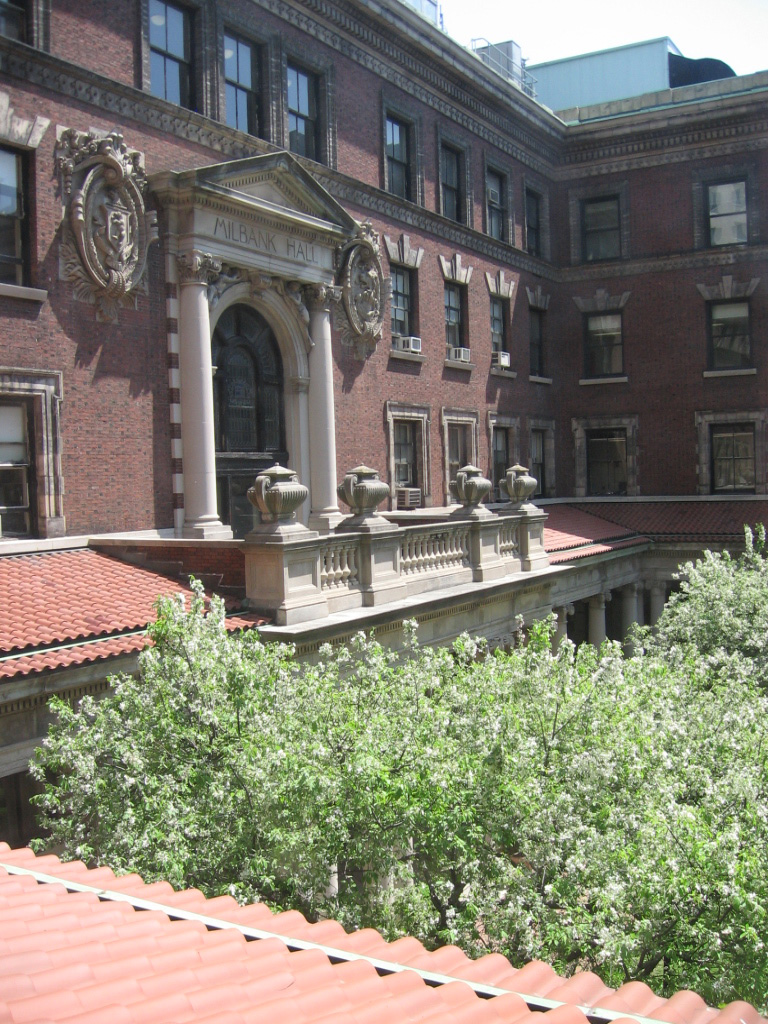
Milbank Hall, sur le campus du Barnard College, à Morningside Heights (New York). Mrs Anderson y possédait des terrains, et elle fit don (entre autres) de 3 "blocks" au Barnard College dans le style architectural fin XIXe siècle, à la fois néo-renaissance et néo-colonial.

Grâce à son influence sur Elihu Root, sénateur de New York, Elizabeth Anderson agit en faveur de l’adoption de la loi établissant en 1912 le United States Children's Bureau (Bureau Américain des Enfants), bureau intégré dans le Federal Service Agency en 1946.

## Action pour les femmes et l’éducation des afro-américains
Elizabeth Anderson soutint activement et dès le début Clara Spence lorsque cette dernière créa la Spence School (New York, 1892) ; parmi les premiers élèves se trouvait sa propre fille Eleanor Anderson.
De 1914 à 1917 Elizabeth Anderson finança aussi la reconstruction de  Greenwich Academy (Greenwich, Connecticut).
En 1909, elle offrit le Milbank Agricultural Hall à l’Université de Tuskegee (Alabama), et donna (par testament, en 1921) 50 000 $ à la  Fisk University, de Nashville (Tennessee).
De 1896 à sa mort Elizabeth Anderson fut le plus important donateur du Barnard College, une prestigieuse université pour femmes (elle fait partie des « Sept Sœurs ») affiliée à l'université Columbia ; elle fit don au College de 3 blocks de terrain qui lui appartenaient et fut vice-président de son conseil d’administration de 1899  à 1921. Le Milbank Hall est dédié à Mrs Anderson.
Dans le domaine des droits de l'homme, Elizabeth Anderson offrit 100 000 $ au bureau de la Legal Aid Society lors de son ouverture en 1905.

## Activités culturelles
En 1918, Elizabeth Anderson s’associa à la firme Klaw and Erlanger pour créer à Broadway, sur un terrain qui lui appartenait, le « théâtre Henry Miller ».
Cette salle de 950 places, où officie l’acteur et metteur en scène Henry Miller (1859–1926) est inaugurée le 1er avril 1918 avec la représentation de la pièce The Fountain of Youth. C’est à l'époque le premier théâtre de Manhattan à être doté de l’air conditionné (l’hygiène et la ventilation des locaux étaient une des préoccupations de Mme Anderson).

## Résidences californiennes
Elizabeth Anderson fit de fréquents séjours en Californie à partir de 1906, en particulier à Pasadena, puis à Los Angeles.
Sa maison de vacances à partir de 1912, 2300 East Ocean Beach Boulevard, a été bâtie face à l'Océan Pacifique, sur une colline (l'actuel Historical Bluff Park) dans le style « Craftsman Bungalow » alors à la mode pour les maisons de campagne. Elle est devenue le Long Beach Museum of Art (en).